# Eustrotia clarivittata
Eustrotia clarivittata är en fjärilsart som beskrevs av Lucas 1959. Eustrotia clarivittata ingår i släktet Eustrotia och familjen nattflyn. Inga underarter finns listade i Catalogue of Life.